# 크로메르지시성

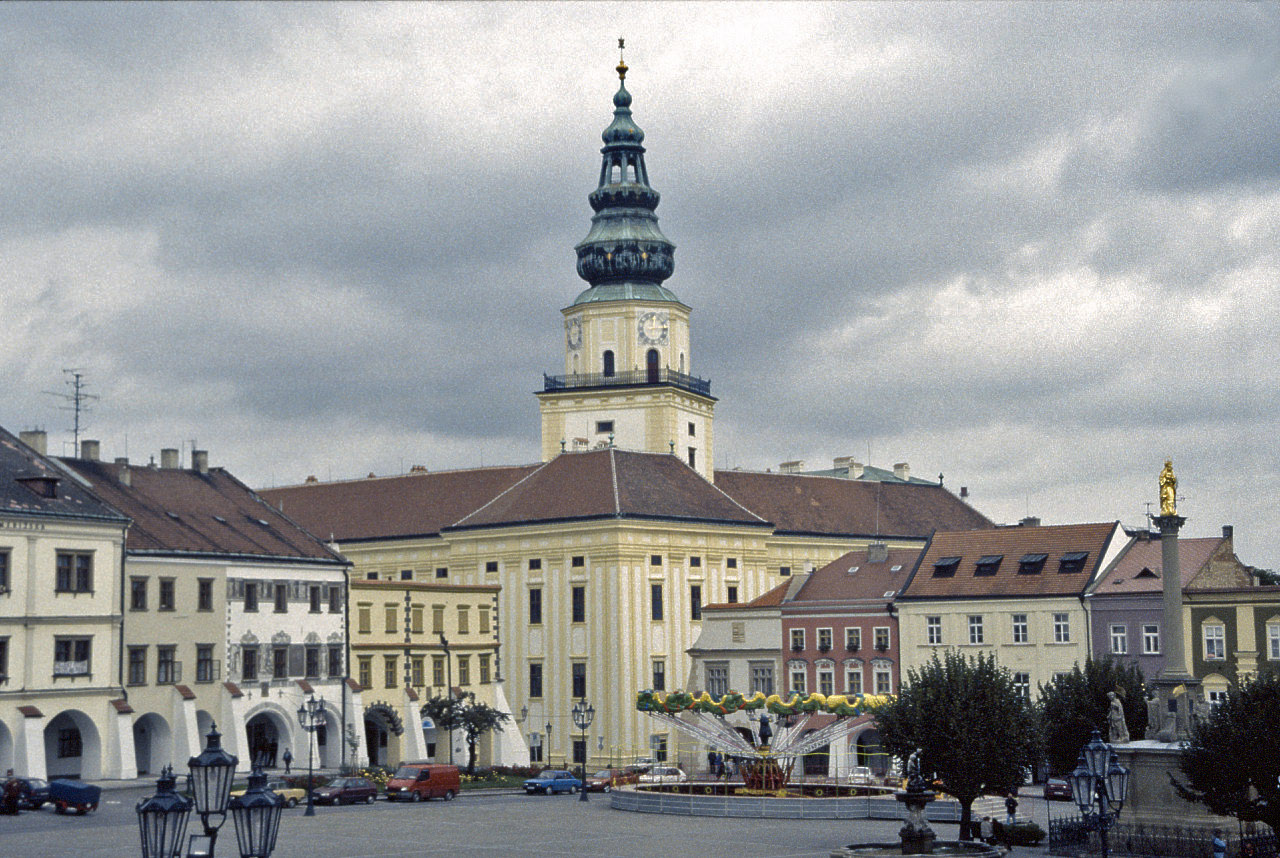
성 외부의 모습

크로메르지시성(체코어: Zámek Kroměříž / Arcibiskupský zámek, 독일어: Schloss Kremsier)은 체코 크로메르지시에 있는 성으로서, 1777년 이후로 대주교의 궁정으로 쓰이고 있다.

## 건축
궁전의 건설은 1497년 주교 스타니슬라스 두르조에 의해 발촉되었다. 건물은 후대 고딕 양식을 바탕으로 하며 세부적인 면모는 르네상스 건축을 표방한다. 독일을 주요 무대로 하여 일어났던 30년 전쟁 동안 궁전은 1643년부터 스웨덴군에 의해 약탈당했다.
사실 지금의 아름다운 면모가 한층 배가된 것은 1년 뒤인 1664년 때에 리히텔슈타인 왕족이 건축가 필리베르토 루치쎄(Filiberto Lucchese)에게 건물 전체에 바로크 양식을 가미한 개보수를 명한 것에 연유한다고 볼 수 있다. 그가 이뤄낸 가장 주요한 업적인 궁전 앞에 지은 정원이다. 루치쎄가 1666년 죽자 지오만니 피에르토가 전임자의 일을 이어 완성하였다. 더불어서 궁전의 양식을 한층 가미하여 부속 소대 훈련소도 완성하였다.
이후 1752년 3월 대화재로 궁전 전체가 거의 소실되어 당대 최고의 화가였던 프란츠 안톤(Franz Anton)과 요셉 스턴이 궁전의 복원 작업을 위해 명을 받게 된다. 우선 궁전의 가장 중심 부분을 다시 예술적으로 복원하는 것이 그들이 일이었다. 회화 작품을 벽에 그려넣는 한편 수많은 예술작을 궁정 내부로 들여왔다. 지금도 궁전이 수려한 장식품을 전시하는 곳으로 쓰이는 이유는 이 때부터 시작된 예술품 수집 덕분이다. 특별히 가장 많은 수집품의 습득은 1673년 즈음의 카렐 주교(Bishop Karel) 대의 일이다. 예술품 이외에도 음악 악보와 더불어 33,000권에 달하는 서적도 보유하고 있다.

## 세계유산
유네스코는 궁전과 정원 전체를 세계유산으로 등재하였다. 관련 문서에 따르면 궁전 전체 건물은 기타 유럽의 주교들이 머무는 곳과 별다른 차이가 없지만 정원의 경우 매우 정교하면서도 드문 스타일의 바로크 양식으로 지어져 있다고 평하고 있다. 주 정원 이외에 19세기에 지어진 영국풍이 드러나는 정원도 지어져 있다. 이 정원은 1997년 홍수 피해를 입었음에도 그대로 남아 있다.